# Monastère des Frères Hospitaliers de Lvov
Le monastère des Frères Hospitaliers de Lvov (en ukrainien : Шпиталь боніфратрів), est un groupe de bâtiments religieux situé à Lviv en Ukraine qui est classé.

## Monastère

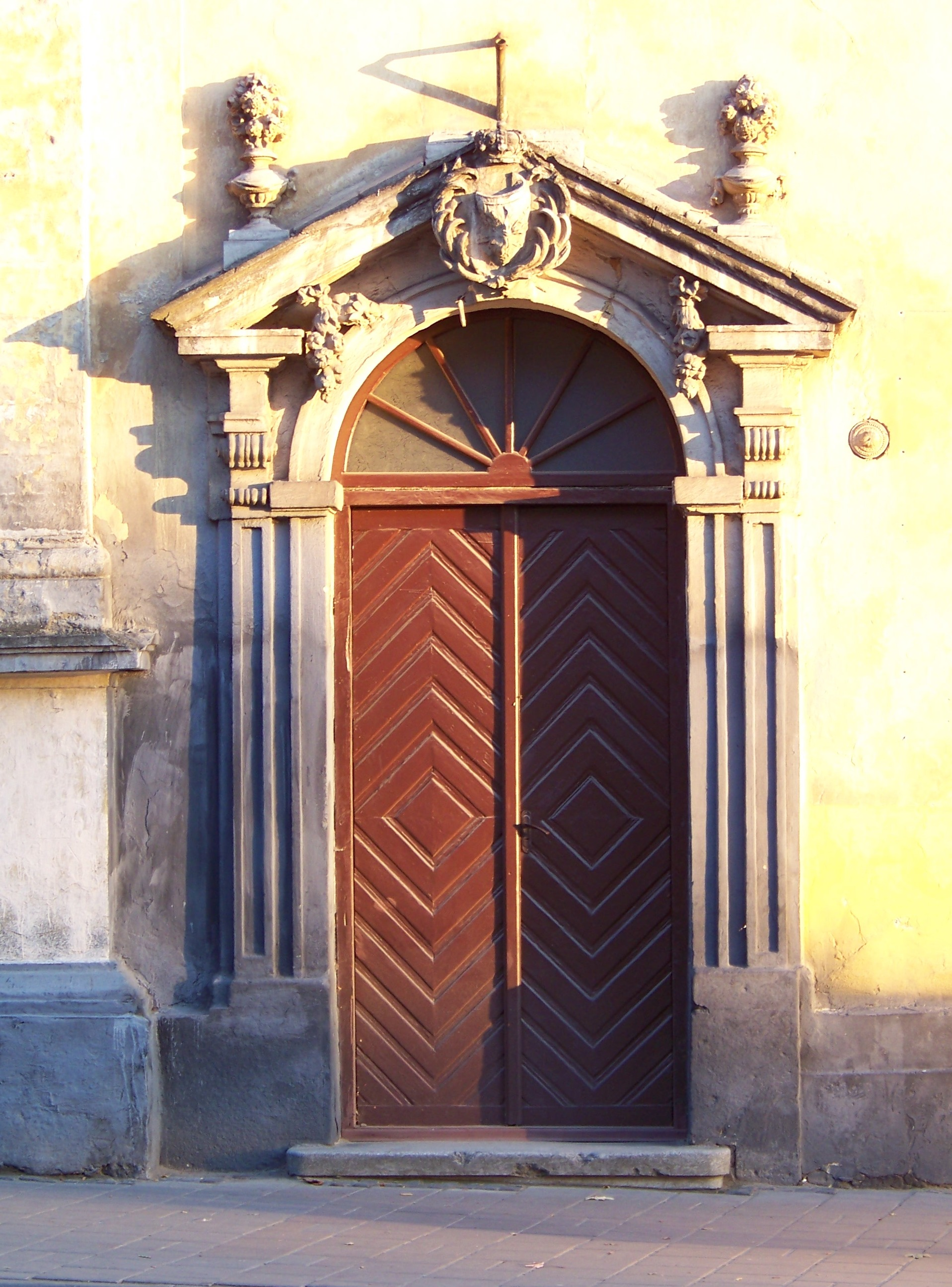
Sa porte.

Il se trouve au 26 de la Oulitsa Lytchakovska. Il fut bâti en 1536 sur une ancienne église en bois et dédié aux saints Laurent et Étienne. En 1659 Jean III Sobieski décidait de bâtir une église et de l'offrir à l'Ordre hospitalier de Saint-Jean-de-Dieu de Cracovie. Un nouveau bâtiment est ajouté en 1682. En 1690 une partie est convertie en hôpital avec son cimetière. Le 30 juin 1783 l"empereur d'Autriche décida d'abolir l'institution et fit de l'hôpital une institution militaire. Il est encore un hôpital aujourd'hui.